# Arendal
Arendal je grad i središte istoimene općine u norveškoj županiji Aust-Agder. 

## Zemljopis
Grad se nalazi u južnoj Norveškoj u zaljevu Skagerrak, jugozapadno od Osla.

## Stanovništvo
Prema podacima o broju stanovnika iz 2010. godine u gradu živi 41.655 stanovnika.

## Vanjske poveznice
- Službene stranice općine

### Ostali projekti
|  | Zajednički poslužitelj ima još gradiva o temi Arendal |